# Rex Brown

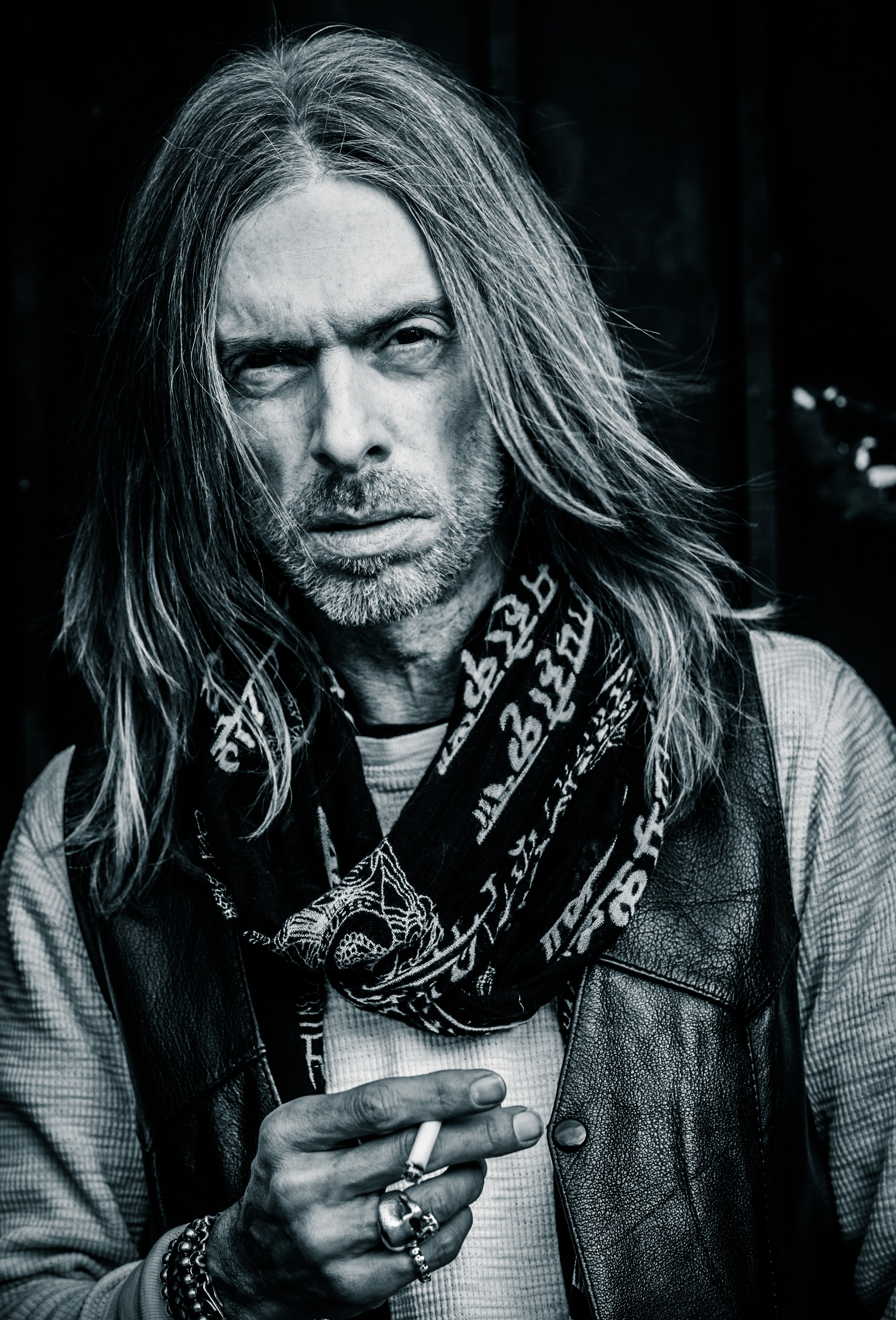
Rex Brown (2017)

Rex Brown (* 27. Juli 1964 in Graham, Texas) ist ein US-amerikanischer Metal-Bassist, der als Bassist der Gruppe Pantera bekannt wurde, aber auch für etliche weitere Bands und Künstler tätig war, darunter Down, Crowbar, Rebel Meets Rebel, Jerry Cantrell und Kill Devil Hill.

## Werdegang

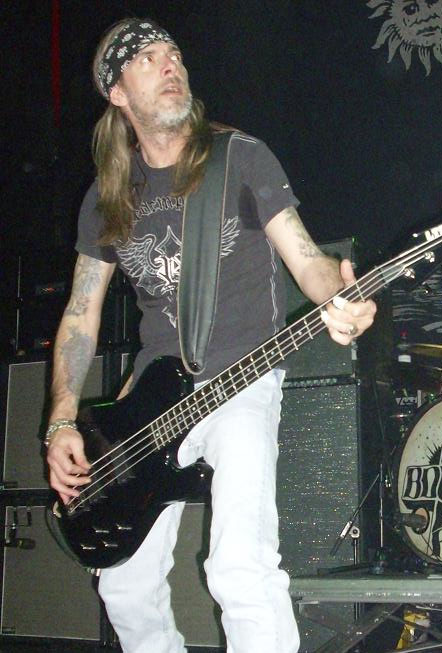
Rex Brown 2008 live mit Down

Brown stieß 1982 zu Pantera und spielte dort gemeinsam mit seinem High-School-Klassenkameraden Vinnie Paul. In der Anfangszeit, als die Band Glam Metal und Power Metal spielte, nannte er sich auch „Rexx Rocker“. Auf Cowboys from Hell nannte er sich schlicht „Rex“. Erst 1996, ab The Great Southern Trendkill, benutzte er seinen richtigen Namen. Mit Pantera hatte Brown großen Erfolg – die Band war viermal für den Grammy Award nominiert.
1998 spielte Brown auf Jerry Cantrells Solo-Debüt Boggy Depot. 1999 schlossen sich Brown und Dimebag Darrell und Vinnie Paul mit dem Country-Künstler David Allan Coe zu Rebel Meets Rebel zusammen und veröffentlichten ein Album.
Nachdem Pantera seit 2001 unter anderem wegen Phil Anselmos Rückenbeschwerden pausierten, folgte Brown Anselmo zu Down und ersetzte dort Todd Strange. 2002 spielte er auch Down II: A Bustle in Your Hedgerow mit ein. Nach einer zwischenzeitlichen Pause folgte 2006 Down III: Over the Under. Das vierte Album der Band ist in Arbeit, jedoch wurde Brown im Juni 2011 durch Pat Bruders von Crowbar ersetzt, wie Down-Schlagzeuger Jimmy Bower in einem Interview sagte. Seit 2009 wurde über gesundheitliche Probleme Browns berichtet, er litt unter einer Pankreatitis, musste operiert werden und konnte die Down-Tour nicht mitspielen.
Im März 2011 wurde bekannt, dass Brown mit Vinny Appice (Heaven & Hell, Black Sabbath, Dio) am Schlagzeug, Mark Zavon (RATT, W.A.S.P., 40 Cycle Hum) an der Gitarre und Dewey Bragg am Gesang die Band Kill Devil Hill gegründet und bereits zehn Demo-Stücke aufgenommen hat. Die Band stellt laut Appice eine Mischung aus Black Sabbath, Alice in Chains und ein wenig Led Zeppelin dar.

## Stil und Ausrüstung

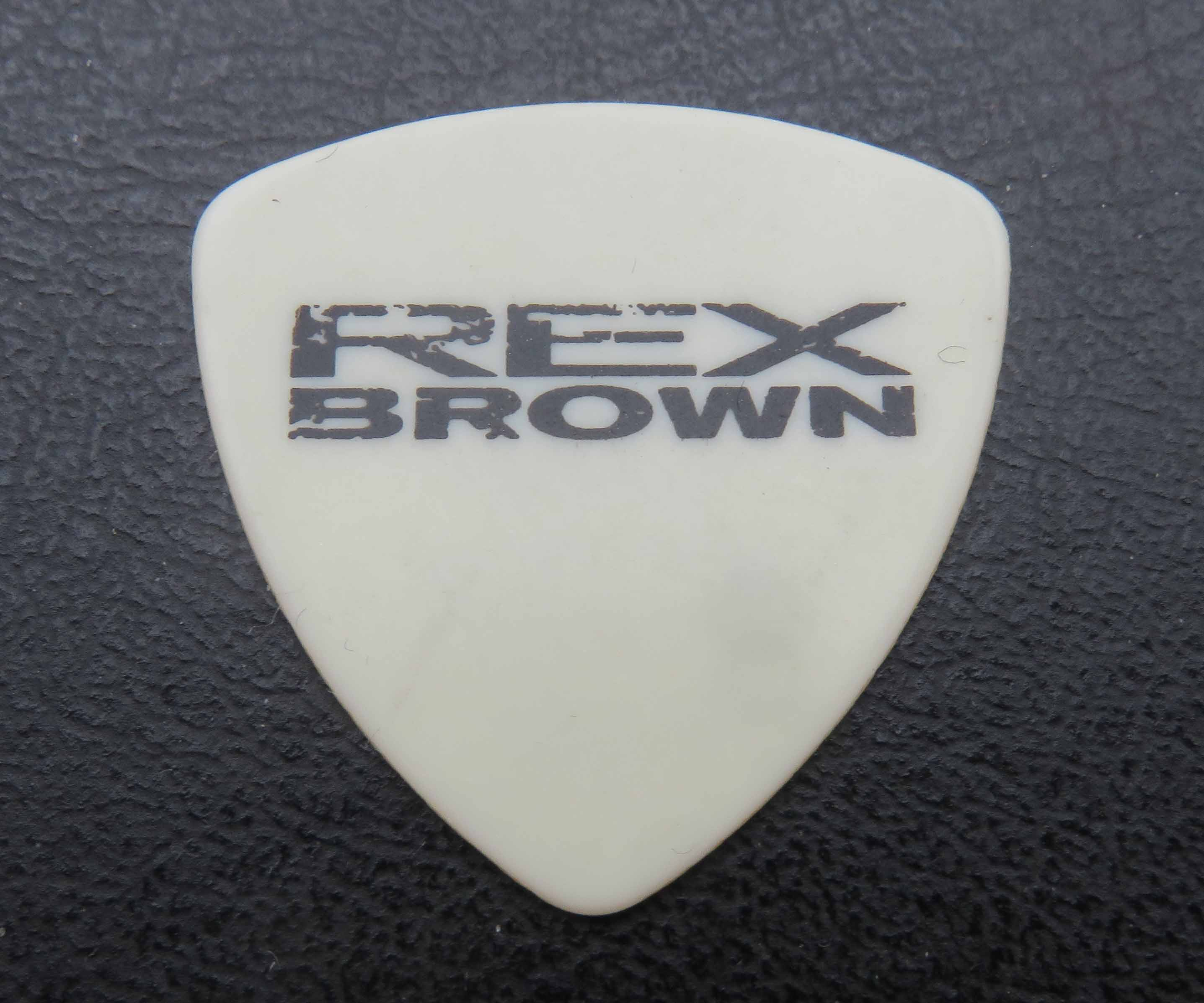
Gitarren-Plektrum (Vorderseite) von Rex Brown von seiner Club-Tour Smoke on This in Deutschland (2017)

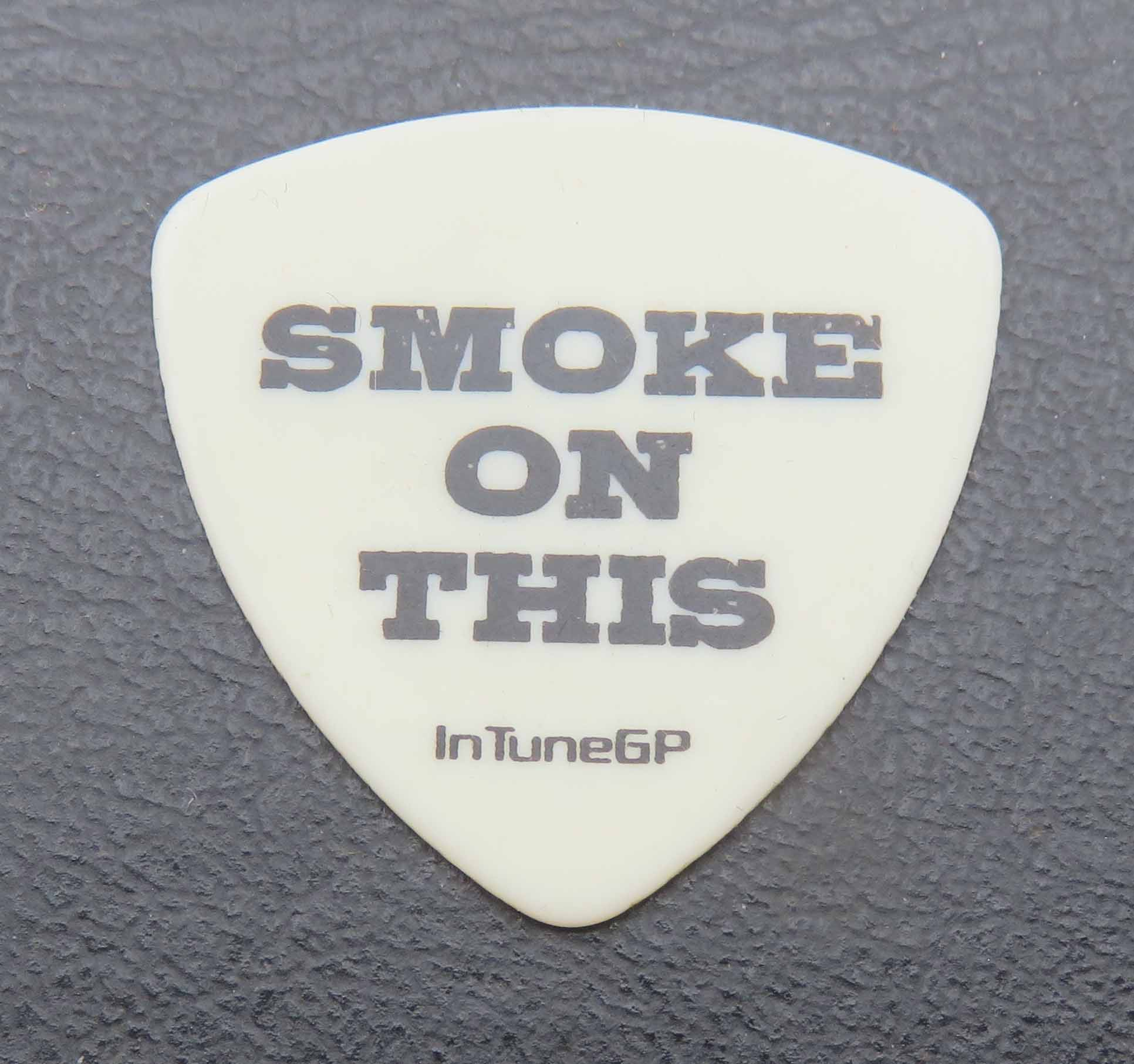
Plektrum von Rex Brown (Rückseite)

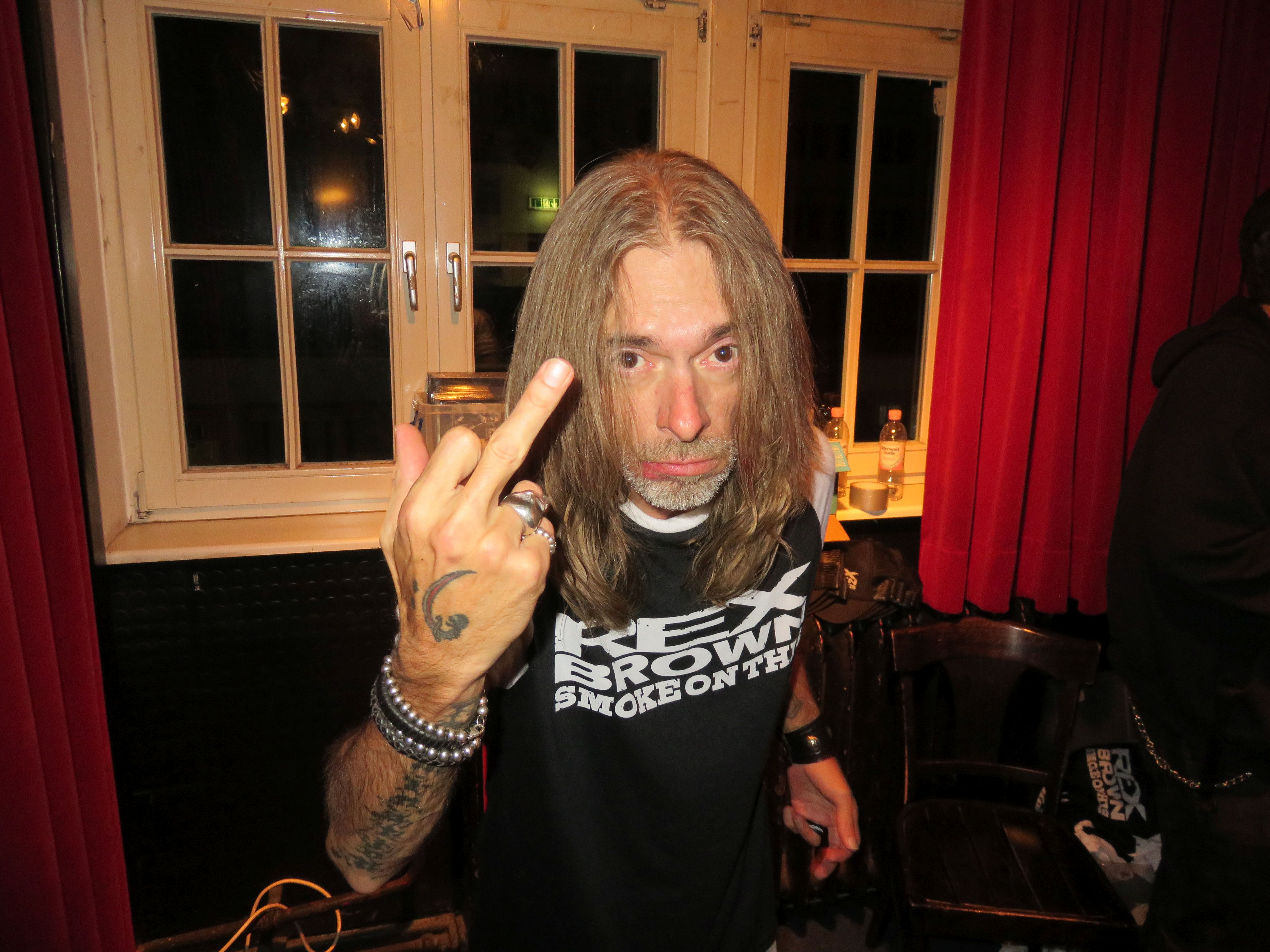
Rex Brown im Café Central in Weinheim (2017)

Brown bildete mit Schlagzeuger Vinnie Paul die Rhythmussektion Panteras, er hatte somit einigen Einfluss auf das Entstehen des Groove Metals. Er spielt meist mit Plektrum. Dadurch, dass bei Pantera meist keine zusätzliche Rhythmusgitarre unter Dimebag Darrells Soli aufgenommen wurde, kommt sein Bassspiel prägnant zur Geltung. Als früherem Tubaspieler wurde Brown auch ein Stipendium an der University of North Texas angeboten, das er ablehnte. Er hat einen Endorsement-Vertrag für Spector-Bassgitarren und für Ampeg-Verstärker.

## Diskografie
Solo
- 2017 Smoke on This

Pantera
- 1983 Metal Magic
- 1984 Projects in the Jungle
- 1985 I Am the Night
- 1988 Power Metal
- 1990 Cowboys from Hell
- 1992 Vulgar Display of Power
- 1994 Far Beyond Driven
- 1996 The Great Southern Trendkill
- 1997 Official Live: 101 Proof
- 2000 Reinventing the Steel

Down
- 2002 – Down II: A Bustle in Your Hedgerow
- 2007 – Down III: Over the Under
- 2010 – Diary of a Mad Band (Live in the Year of the VI) CD/DVD

Crowbar
- 2004  Lifesblood for the Downtrodden

Rebel Meets Rebel
- 2006 Rebel Meets Rebel

### Kollaborationen
- 1998: Jerry Cantrell – Boggy Depot (Dickeye, My Song, Keep the Light On, Satisfy und Hurt a Long Time)
- 2008: Cavalera Conspiracy – Inflikted (Ultra-Violent)